# Arthroleptis vercammeni
Arthroleptis vercammeni är en groddjursart som först beskrevs av Laurent 1954.  Arthroleptis vercammeni ingår i släktet Arthroleptis och familjen Arthroleptidae. IUCN kategoriserar arten globalt som otillräckligt studerad. Inga underarter finns listade i Catalogue of Life.